# Liste der Kulturdenkmale in Bockwitz (Colditz)
In der Liste der Kulturdenkmale in Bockwitz sind die Kulturdenkmale des Colditzer Ortsteils Bockwitz verzeichnet, die bis Mai 2024 vom Landesamt für Denkmalpflege Sachsen erfasst wurden (ohne archäologische Kulturdenkmale). Die Anmerkungen sind zu beachten.
Diese Aufzählung ist eine Teilmenge der Liste der Kulturdenkmale in Colditz.

## Bockwitz
| Bild           | Bezeichnung                                                                                     | Lage                             | Datierung           | Beschreibung | ID       |
| -------------- | ----------------------------------------------------------------------------------------------- | -------------------------------- | ------------------- | --- | -------- |
| Weitere Bilder | Denkmal für die Gefallenen des Ersten Weltkrieges                                               | Bockwitzer Dorfstraße (Karte)    | Um 1920             | Stein in Porphyrtuff mit Granittafel, orts- und zeitgeschichtlich von Bedeutung. In Porphyrtuff, Granittafel mit Inschrift, darüber Eichenlaub mit Zeitangabe 1914–1918. | 08971155 |
|                | Ehemaliges Armenhaus                                                                            | Bockwitzer Dorfstraße 1 (Karte)  | Um 1800             | Fachwerkbau, teils verputzt, orts- und sozialgeschichtliche Bedeutung. Zweigeschossig, Erdgeschoss massiv, Obergeschoss Fachwerk, verputzt, Satteldach, im Erdgeschoss Tür und Fenster mit Natursteingewänden, im Innern Fensteröffnungen mit Korbbögen. | 09300751 |
| Weitere Bilder | Wohnstallhaus, zwei Seitengebäude, Scheune und Hofpflasterung eines Vierseithofes               | Bockwitzer Dorfstraße 8 (Karte)  | 1846                | Wohnhaus und Seitengebäude (mit ehemaligem Pferdestall und Altenteil) massive Putzbauten, andere Gebäude Fachwerkbauten, geschlossen erhaltene, ortsbildprägende Hofanlage, heimat- und baugeschichtlich von Bedeutung. Stattliche Hofanlage mit Bedeutung für die Kulturlandschaft, ortsbildprägende Giebel. - Wohnstallhaus: zweigeschossig, massiv, Satteldach, jüngerer Graupelputz - Seitengebäude (Schweinestall): Erdgeschoss massiv, Obergeschoss Fachwerk, Krüppelwalmdach mit Dachhaus - Scheune: größtenteils Fachwerk, Sockel massiv, Krüppelwalmdach mit zwei Hechten, Schieferdeckung - Seitengebäude (Pferdestall mit Altenteil): massiv, jüngerer Graupelputz, Krüppelwalmdach, Tür mit profilierter Verdachung - Hofpflasterung am Wohnhaus                                                                                          | 08971154 |
| Weitere Bilder | Wohnstallhaus mit Backofen, zwei Seitengebäude und Scheune eines Vierseithofes                  | Bockwitzer Dorfstraße 9 (Karte)  | Um 1850             | Geschlossene Hofanlage mit zeit- und landschaftstypischen Gebäuden in Fachwerk- und Massivbauweise, eindrucksvoller Backofen, ortsbildprägende Lage, heimatgeschichtliche und baugeschichtliche Bedeutung. Stattlicher Vierseithof, Anlage von beeindruckender Geschlossenheit mit Bedeutung für die Kulturlandschaft, schöne Details (u. a. Seitengebäude mit Kumthalle). - Wohnstallhaus: Erdgeschoss massiv mit Porphyrtuffgewänden, Türen mit profilierten Verdachungen, Krüppelwalmdach, außenseitig Backofen - westliches Seitengebäude (Pferdestall mit Kummethalle): massiv in Bruchstein und Ziegel, Obergeschoss mit Wohnstuben, Sandstein- und Porphyrtuffgewände, Putzgliederung - zwei Scheunen: massiv in Bruchstein, Krüppelwalmdach - östliches Seitengebäude: zweigeschossig, massiv, verputzt, Porphyrtuffelemente, Krüppelwalmdach | 08971153 |
|                | Seitengebäude eines Vierseithofes                                                               | Bockwitzer Dorfstraße 11 (Karte) | Um 1850             | Regionaltypischer Fachwerkbau, heimat- und baugeschichtlich von Bedeutung. Stallgebäude mit Wohnstuben, Erdgeschoss und Giebel massiv, Obergeschoss Fachwerk, Krüppelwalmdach, Porphyrtuffgewände, im Stall preußische Kappen, teilweise nicht denkmalgerecht erneuert, Zeugnis ländlicher Bau- und Lebensweise in Fachwerkbauweise. | 08971150 |
|                | Scheune eines Dreiseithofes                                                                     | Bockwitzer Dorfstraße 12 (Karte) | Um 1850             | Fachwerkbau, heimat- und baugeschichtliche Bedeutung. Teils massiv, teils Fachwerk, Krüppelwalmdach mit Schieferdeckung, schönes flachbogiges Tor, Zeugnis bäuerlicher Bau- und Lebensweise vergangener Zeiten. | 08971152 |
| Weitere Bilder | Wohnstallhaus, zwei Seitengebäude, Scheune und Hofpflasterung mit Göpelbahn eines Vierseithofes | Bockwitzer Dorfstraße 14 (Karte) | Bezeichnet mit 1830 | Zeit- und regionaltypische Fachwerkbauten, geschlossen erhaltene Hofanlage, heimat- und baugeschichtlich von Bedeutung. Stattliche Hofanlage von beeindruckender Geschlossenheit, für die Kulturlandschaft bedeutsam. - Wohnstallhaus: Erdgeschoss und Giebel massiv, Obergeschoss Fachwerk, Satteldach mit Aufzugsluke und Schieferdeckung, Stall mit Porphyrtuffsäulen, bezeichnet mit „A 1830“ - Seitengebäude (Stall- und Nebengebäude mit Wohnstuben): Erdgeschoss und Giebel massiv, Obergeschoss Fachwerk, Porphyrtuffgewände, flachbogige Türen - Scheune: Fachwerk, teilweise massiv, rundbogiger Kellerzugang mit Porphyrtuffgewände, hohes Satteldach - Seitengebäude (Stall mit Gesindestuben): Erdgeschoss massiv, Porphyrtuffgewände, flachbogige Türen Obergeschoss regelmäßiges Fachwerk, Satteldach                                  | 08971151 |
| Weitere Bilder | Häusleranwesen, bestehend aus Wohnhaus und Seitengebäude                                        | Bockwitzer Hauptstraße 3 (Karte) | Um 1800             | Fachwerkbauweise, heimat- und baugeschichtliche Bedeutung. - Wohnhaus: Erdgeschoss und Giebel massiv, Obergeschoss Fachwerk, hohes Satteldach, Abseite, Wohnteil mit Porphyrtuffgewänden, Eingang mit flachbogiger Rahmung - Nebengebäude: massiv, hofseitig Fachwerk, Satteldach, Bedeutung für die Kulturlandschaft, ortsbildprägend | 08971148 |
| Weitere Bilder | Ehemaliger Gasthof mit Saalanbau und Scheune                                                    | Bockwitzer Hauptstraße 5 (Karte) | Bezeichnet mit 1865 | Massiver Putzbau mit symmetrischer Fassadengliederung, Scheune teils massiv, teils Fachwerk, markantes Anwesen von ortsgeschichtlicher und ortsbildprägender Bedeutung. - Gasthof: zweigeschossig, massiv in Bruchstein und Ziegel, Porphyrtuffgewände, teilweise profiliert, symmetrische Fassadenaufteilung mit Mittelachsenbetonung, sparsame Putzgliederung, schöne Giebel, Eingang bezeichnet mit „H. L. Hentzschel. 1865.“, stumpfwinklig dazu schöner Saalanbau mit Rundbogenfenstern (im Erdgeschoss Stall) - Scheune: teils massiv, teils Fachwerk mit Lehmausstakung, zweitorig, auf einer Giebelseite Wohnstuben mit bemerkenswerten Fenstern | 08971147 |
| Weitere Bilder | Ehemalige Schule, mit Nebengebäude                                                              | Bockwitzer Hauptstraße 6 (Karte) | 1840                | Putzfassade, hofseitig Fachwerk, ortsgeschichtliche Bedeutung und ortsbildprägende Lage am Dorfeingang. - Schule: zweigeschossig, Satteldach mit Schieferdeckung und Hecht, größtenteils massiv, Porphyrtuffgewände, Fenstergruppen, im Obergeschoss hofseitig aufgebrettertes Fachwerk, Giebel verschiefert bzw. verbrettert, teilweise alte Fenster, Eingang mit Porphyrtuffgewände, profilierter Sturz, gefelderte Tür - Nebengebäude: Pferdekopfdach, aufgebrettertes Fachwerk | 08971146 |

## Tabellenlegende
- Bild: Bild des Kulturdenkmals, ggf. zusätzlich mit einem Link zu weiteren Fotos des Kulturdenkmals im Medienarchiv Wikimedia Commons. Wenn man auf das Kamerasymbol klickt, können Fotos zu Kulturdenkmalen aus dieser Liste hochgeladen werden:
- Bezeichnung: Denkmalgeschützte Objekte und ggf. Bauwerksname des Kulturdenkmals
- Lage: Straßenname und Hausnummer oder Flurstücknummer des Kulturdenkmals. Die Grundsortierung der Liste erfolgt nach dieser Adresse. Der Link (Karte) führt zu verschiedenen Kartendiensten mit der Position des Kulturdenkmals. Fehlt dieser Link, wurden die Koordinaten noch nicht eingetragen. Sind diese bekannt, können sie über ein Tool mit einer Kartenansicht einfach nachgetragen werden. In dieser Kartenansicht sind Kulturdenkmale ohne Koordinaten mit einem roten bzw. orangen Marker dargestellt und können durch Verschieben auf die richtige Position in der Karte mit Koordinaten versehen werden. Kulturdenkmale ohne Bild sind an einem blauen bzw. roten Marker erkennbar.
- Datierung: Baubeginn, Fertigstellung, Datum der Erstnennung oder grobe zeitliche Einordnung entsprechend des Eintrags in der sächsischen Denkmaldatenbank
- Beschreibung: Kurzcharakteristik des Kulturdenkmals entsprechend des Eintrags in der sächsischen Denkmaldatenbank, ggf. ergänzt durch die dort nur selten veröffentlichten Erfassungstexte oder zusätzliche Informationen
- ID: Vom Landesamt für Denkmalpflege Sachsen vergebene, das Kulturdenkmal eindeutig identifizierende Objekt-Nummer. Der Link führt zum PDF-Denkmaldokument des Landesamtes für Denkmalpflege Sachsen. Bei ehemaligen Kulturdenkmalen können die Objektnummern unbekannt sein und deshalb fehlen bzw. die Links von aus der Datenbank entfernten Objektnummern ins Leere führen. Ein ggf. vorhandenes Icon  führt zu den Angaben des Kulturdenkmals bei Wikidata.